# سپیتیهنیف (ناحیه زلین)
سپیتیهنیف (به چکی: Spytihněv) یک منطقهٔ مسکونی در جمهوری چک است که در ناحیه زلین واقع شده‌است. سپیتیهنیف ۹٫۶۴ کیلومتر مربع مساحت و ۱٬۶۷۷ نفر جمعیت دارد و ۱۸۶ متر بالاتر از سطح دریا واقع شده‌است.